# Арта Даде
Арта Даде (на албански: Arta Dade; 15 март 1953 г., Тирана) е албански педагог и политик. Член на Социалистическата партия на Албания. Вицепремиер, министър на културата, младежта и спорта (1997 – 1998) и министър на външните работи на страната (2001 – 2002).

## Биография
Родена е в Тирана на 15 март 1953 г. След дипломирането си, от 1972 до 1975 г. учи в Тиранския университет в отделението по английски език на факултета по чужди езици. След дипломирането си работи като учител в гимназията с разширено изучаване на чужди езици Sergej Vokshi в Тирана. През 1985 г. е назначена в Тиранския университет, където преподава в отдела по английски език на факултета по чужди езици до 1997 г.. През 1992 г. Даде приключва обучението за следдипломна квалификация в Обединеното кралство.
През 1991 г. се присъединява към Социалистическата партия на Албания, а година по-късно е избрана в съвета на партията. Играе важна роля по време на събитията през 1997 г. През 1998 г. става секретар на Социалистическата партия по международните отношения (няколко пъти е преизбирана на този пост).
През 1997 г. за първи път получава мандат за член на Народното събрание (представлява областта Фиер). През 2001 и 2005 г. е преизбрана в Народното събрание, като по този начин остава в парламента до 2009 г.
През 1997 – 1998 г. работи като министър на културата, младежта и спорта, а през 2001 – 2002 г. – като министър на външните работи и заместник министър-председател. Даде също така е заместник-председател на албанската делегация в Парламентарната асамблея на Съвета на Европа.
От 2013 г. е председател на албанския комитет по външна политика. От 2016 г. е председател на групата за Молдова в Парламентарната Асамблея на ОССЕ.
Арта Даде е автор на редица статии по политически и социално-икономически теми.